# Rata de Taliabu
La rata de Taliabu (Rattus taliabuensis) és una espècie de mamífer rosegador de la família dels múrids. Viu a altituds d'aproximadament 300 msnm a l'illa indonèsia de Taliabu. Té una llargada de cap a gropa de 234 mm i la cua de 165 mm. La curtesa de la cua, l'amplada dels peus i les grans dimensions del cos fan pensar que és terrestre. Com que fou descoberta fa poc, l'estat de conservació d'aquesta espècie encara no ha estat avaluat formalment. Tanmateix, els seus descriptors sospiten que podria estar amenaçada per la tala d'arbres, els incendis forestals i l'expansió dels camps de conreu, o que fins i tot es podria haver extingit. El nom específic obiensis significa ‘de Taliabu’ en llatí.